# Washington Bullets 1974-1975
La stagione 1974-75 dei Washington Bullets fu la 14ª nella NBA per la franchigia.
I Washington Bullets vinsero la Central Division della Eastern Conference con un record di 60-22. Nei play-off vinsero la semifinale di conference con i Buffalo Braves (4-3), la finale di conference con i Boston Celtics (4-2), perdendo poi la finale NBA con i Golden State Warriors (4-0).

## Eastern Conference
| Squadra             | V  | P  | %    | GB |
| ------------------- | -- | -- | ---- | -- |
| Washington Bullets  | 60 | 22 | 73,2 | -  |
| Houston Rockets     | 41 | 41 | 50   | 19 |
| Cleveland Cavaliers | 40 | 42 | 48,8 | 20 |
| Atlanta Hawks       | 31 | 51 | 37,8 | 29 |
| Utah Jazz           | 23 | 59 | 28   | 37 |

## Roster
| \| Pos. \| Num. \| Naz. \| Nome \| Altezza \| Peso \| Data nascita \| Provenienza \| \| ---- \| ---- \| ---- \| ------------------ \| ------- \| ------ \| ------------ \| ---------------- \| \| G \| 45 \| \| Chenier, Phil \| 191 cm \| 82 kg \| 30-10-1950 \| UC Berkeley \| \| G \| 23 \| \| DuVal, Dennis \| 191 cm \| 79 kg \| 31-03-1952 \| Syracuse \| \| G/AP \| 21 \| \| Gibbs, Dick \| 196 cm \| 95 kg \| 20-12-1948 \| Texas–El Paso \| \| G \| 14 \| \| Haskins, Clem \| 191 cm \| 88 kg \| 11-07-1943 \| Western Kentucky \| \| A/C \| 11 \| \| Hayes, Elvin \| 206 cm \| 107 kg \| 17-11-1945 \| Houston \| \| G/AP \| 15 \| \| Jones, Jimmy \| 193 cm \| 85 kg \| 01-01-1945 \| Grambling State \| \| A \| 22 \| \| Kozelko, Tom \| 203 cm \| 100 kg \| 01-07-1951 \| Toledo \| \| G \| 10 \| \| Porter, Kevin \| 183 cm \| 77 kg \| 17-04-1950 \| St. Francis (PA) \| \| G/AP \| 6 \| \| Riordan, Mike \| 193 cm \| 91 kg \| 09-07-1945 \| Providence \| \| A/C \| 33 \| \| Robinson, Truck \| 201 cm \| 102 kg \| 04-10-1951 \| Tennessee State \| \| A/C \| 41 \| \| Unseld, Wes \| 201 cm \| 111 kg \| 14-03-1946 \| Louisville \| \| G \| 20 \| \| Washington, Stan \| 193 cm \| 86 kg \| 23-01-1952 \| San Diego \| \| A \| 12 \| \| Weatherspoon, Nick \| 201 cm \| 88 kg \| 20-07-1950 \| Illinois \| | Allenatore - K.C. Jones Assistente/i - Bernie Bickerstaff Legenda - (C) Capitano - (FA) Free agent - (S) Sospeso - (TW) Contratto Two-way - (GL) Assegnato a squadra G League affiliata - Infortunato Roster • Transazioni · Ultima transazione: 26 giugno 1975 |                        |                    |         |        |              |                  |
| Pos. | Num. | Naz.                   | Nome               | Altezza | Peso   | Data nascita | Provenienza      |
| G | 45 | Stati Uniti (bandiera) | Chenier, Phil      | 191 cm  | 82 kg  | 30-10-1950   | UC Berkeley      |
| G | 23 | Stati Uniti (bandiera) | DuVal, Dennis      | 191 cm  | 79 kg  | 31-03-1952   | Syracuse         |
| G/AP | 21 | Stati Uniti (bandiera) | Gibbs, Dick        | 196 cm  | 95 kg  | 20-12-1948   | Texas–El Paso    |
| G | 14 | Stati Uniti (bandiera) | Haskins, Clem      | 191 cm  | 88 kg  | 11-07-1943   | Western Kentucky |
| A/C | 11 | Stati Uniti (bandiera) | Hayes, Elvin       | 206 cm  | 107 kg | 17-11-1945   | Houston          |
| G/AP | 15 | Stati Uniti (bandiera) | Jones, Jimmy       | 193 cm  | 85 kg  | 01-01-1945   | Grambling State  |
| A | 22 | Stati Uniti (bandiera) | Kozelko, Tom       | 203 cm  | 100 kg | 01-07-1951   | Toledo           |
| G | 10 | Stati Uniti (bandiera) | Porter, Kevin      | 183 cm  | 77 kg  | 17-04-1950   | St. Francis (PA) |
| G/AP | 6 | Stati Uniti (bandiera) | Riordan, Mike      | 193 cm  | 91 kg  | 09-07-1945   | Providence       |
| A/C | 33 | Stati Uniti (bandiera) | Robinson, Truck    | 201 cm  | 102 kg | 04-10-1951   | Tennessee State  |
| A/C | 41 | Stati Uniti (bandiera) | Unseld, Wes        | 201 cm  | 111 kg | 14-03-1946   | Louisville       |
| G | 20 | Stati Uniti (bandiera) | Washington, Stan   | 193 cm  | 86 kg  | 23-01-1952   | San Diego        |
| A | 12 | Stati Uniti (bandiera) | Weatherspoon, Nick | 201 cm  | 88 kg  | 20-07-1950   | Illinois         |